# 中線

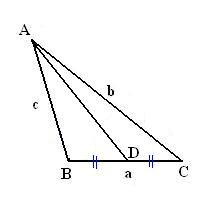
圖中和中线

中線或重線是三角形中从某邊的中點連向對角的頂點的线段。三角形的三条中线总是相交于同一点，这个点称为三角形的重心。

## 性质1
任意三角形的三条中线把三角形分成面积相等的六个部分。中線都把三角形分成面积相等的两个部分。除此之外，任何其他通過中點的直線都不把三角形分成面積相等的兩個部分。

### 证明
考虑三角形 {\displaystyle ABC}。设{\displaystyle D}为{\displaystyle {\overline {AB}}}的中点，{\displaystyle E}为{\displaystyle {\overline {BC}}}的中点，{\displaystyle F}为{\displaystyle {\overline {AC}}}的中点，{\displaystyle O}为重心。
根据定义，{\displaystyle AD=DB,AF=FC,BE=EC}，因此{\displaystyle [ADO]=[BDO],[AFO]=[CFO],[BEO]=[CEO],[ABE]=[ACE]}，其中{\displaystyle [ABC]}表示三角形ABC的面积。
我们有：
{\displaystyle [ABO]=[ABE]-[BEO]}
{\displaystyle [ACO]=[ACE]-[CEO]}
因此，{\displaystyle [ABO]=[ACO]}且{\displaystyle [ADO]=[DBO],[ADO]={\frac {1}{2}}[ABO]}。
由于{\displaystyle [AFO]=[FCO],[AFO]={\frac {1}{2}}[ACO]={\frac {1}{2}}[ABO]=[ADO]}，所以{\displaystyle [AFO]=[FCO]=[DBO]=[ADO]}。
同理，也可以证明{\displaystyle [AFO]=[FCO]=[DBO]=[ADO]=[BEO]=[CEO]}。

## 性质2
在 {\displaystyle \triangle ABC} 中，連接角 {\displaystyle A} 的中線記為{\displaystyle m_{a}}，連接角 {\displaystyle B} 的中線記為{\displaystyle m_{b}}，連接角 {\displaystyle C} 的中線記為{\displaystyle m_{c}}，它們長度的公式為：
{\displaystyle m_{a}={\frac {1}{2}}{\sqrt {2(b^{2}+c^{2})-a^{2}}}}
{\displaystyle m_{b}={\frac {1}{2}}{\sqrt {2(c^{2}+a^{2})-b^{2}}}}
{\displaystyle m_{c}={\frac {1}{2}}{\sqrt {2(a^{2}+b^{2})-c^{2}}}}

### 證明
在 {\displaystyle \triangle ABD} 中，{\displaystyle AD=m_{a}}
{\displaystyle (m_{a})^{2}=(AB)^{2}+(BD)^{2}-2(AB)(BD)\cos \angle ABD}（餘弦定理）
以 {\displaystyle a}, {\displaystyle b}, {\displaystyle c} 表示{\displaystyle \cos \angle ABD}
{\displaystyle i.e.\ \cos \angle ABD={\frac {c^{2}+a^{2}-b^{2}}{2ca}}} & {\displaystyle BD={\frac {a}{2}}}
把以上兩等式代入原式，
{\displaystyle i.e.\ (m_{a})^{2}=(c)^{2}+({\frac {a}{2}})^{2}-2(c)({\frac {a}{2}}){\frac {c^{2}+a^{2}-b^{2}}{2ca}}}
{\displaystyle =(c)^{2}+({\frac {a^{2}}{4}})-({\frac {c^{2}+a^{2}-b^{2}}{2}})}
{\displaystyle ={\frac {4c^{2}+a^{2}-2c^{2}-2a^{2}+2b^{2}}{4}}}
{\displaystyle ={\frac {2b^{2}+2c^{2}-a^{2}}{4}}}
∴{\displaystyle m_{a}={\frac {1}{2}}{\sqrt {2(b^{2}+c^{2})-a^{2}}}}
同理，可證得其他二式
Q.E.D.